# В'язівенська (пам'ятка природи)
В'язіве́нська — ботанічна пам'ятка природи місцевого значення в Україні. Об'єкт розташований на території Любешівського району Волинської області, ДП СЛАП «Любешівагроліс», Любешівське лісництво, квартал 25, виділ 27. 
Площа — 0,1 га, статус отриманий у 1998 році.
Охороняється високобонітетне насадження рідкісної на Волині сосни смолистої Pinus resinosa, віком 55 років.